# Moyen de pression (syndicalisme)
Pour les articles homonymes, voir moyen de pression.

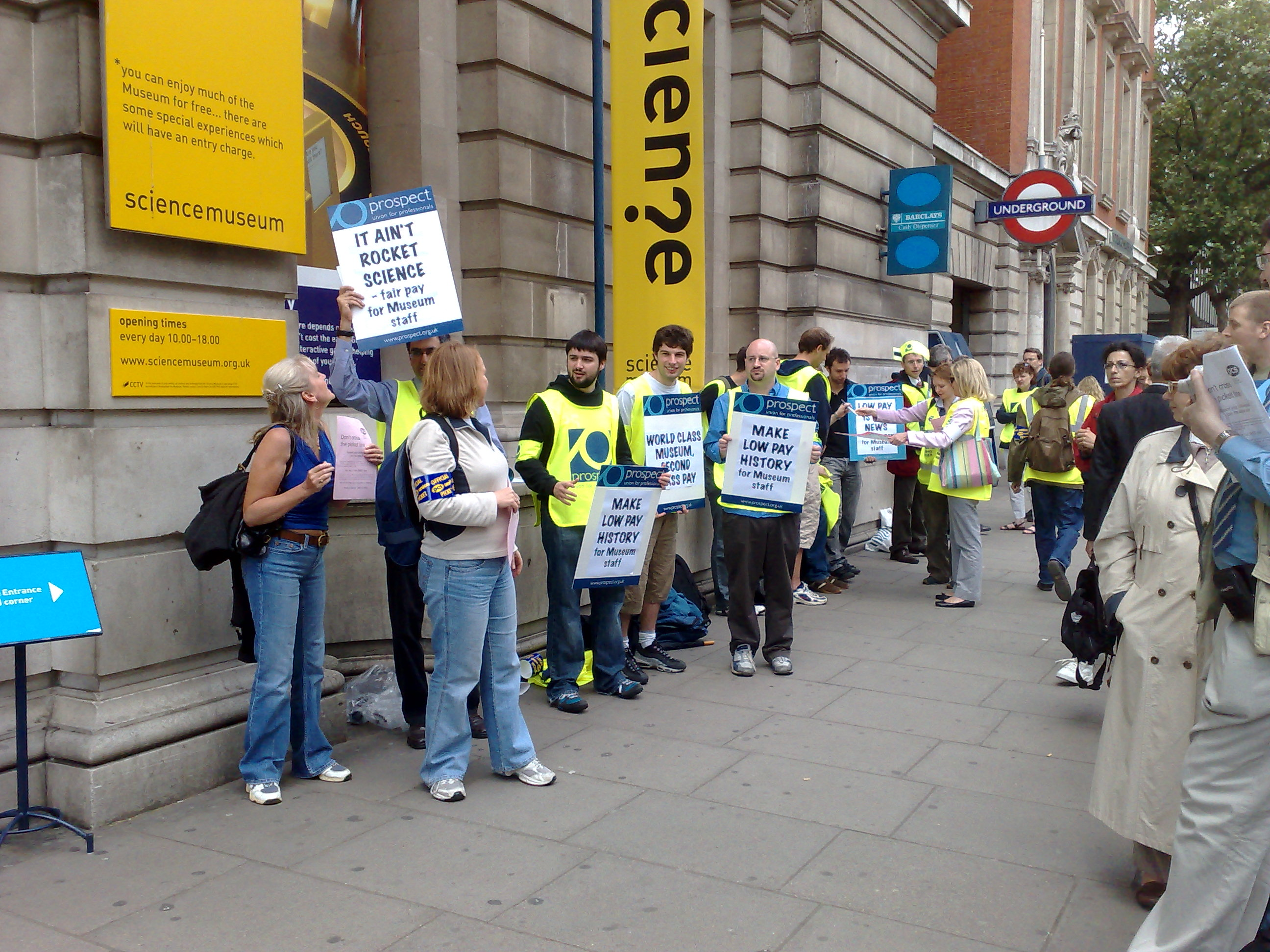
Employés d'un musée de sciences effectuant un moyen de pression en juin 2008.

Dans le mouvement syndical, un moyen de pression désigne une action collective visant à réduire la productivité de l'organisation afin d'établir un rapport de force par les salariés vis-à-vis de l'employeur.

## Description
Les moyens de pressions peuvent être de nature très variée. Parmi les plus connus, on peut souligner :
- la grève
  - grève du zèle
  - grève perlée
  - grève générale
- la manifestation
  - défilé
  - sit-in
- la modification de l'uniforme de travail (port de pantalons de camouflage de l'armée, d'un badge ou d'un autocollant sur le corps, etc.)
- le refus d'effectuer des heures supplémentaires
- l'occupation de bureaux (en)